# ベイパーコーン

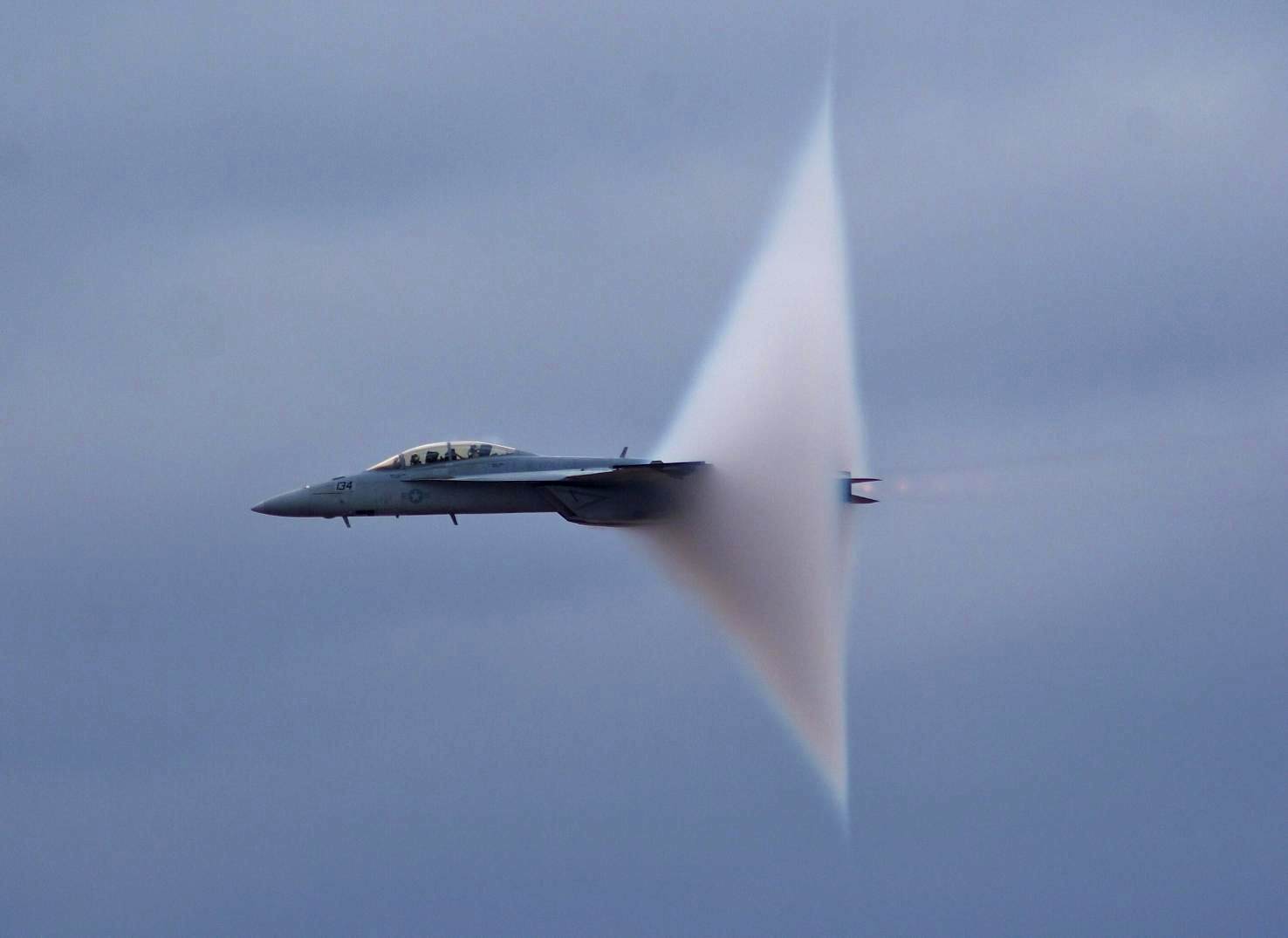
遷音速飛行中のF/A-18F

ベイパーコーン（英語: vapor cone）は、ショックカラー（英語: shock collar）またはショックエッグ（英語:  shock egg）としても知られている。遷音速で飛行する航空機など、湿った空気の中を高速で移動する物体の周りに形成されることがある凝縮水の目に見える雲で、物体の周囲の局所的な空気圧が低下すると、気温も低下、温度が飽和温度を下回ると雲が形成される。
航空機の場合、雲は膨張ファンが空気圧、密度、温度を露点以下に下げることによって引き起こされる。その後、航空機の背後の亜音速流への復帰に伴う船尾衝撃波を横切って圧力、密度、および温度が突然上昇する。このとき、機体各所での局所的なマッハ数は機体全体にわたって均一にならず、機体の一部は超音速だが他の部分は亜音速になる、「遷音速飛行」と呼ばれる状態になることがある。
衝撃波自体を可視化することに加えて、物体の通過によって発生する衝撃波の2つの頂点の間の谷に水が凝縮が発生することがある。
なお、この効果が起きるのは、音速やマッハ1を超えた瞬間であるとは必ずしも限らない。

## 事例
これらの凝縮雲は、宇宙に向かうロケットが大気中を加速する際にその周りに現れることがよくある。例えば、スペースシャトルの打ち上げでは、打ち上げから25〜33秒後、遷音速で飛行しているときによく見られた。また、核実験の記録映像でも同様の現象が確認されている。

## ギャラリー

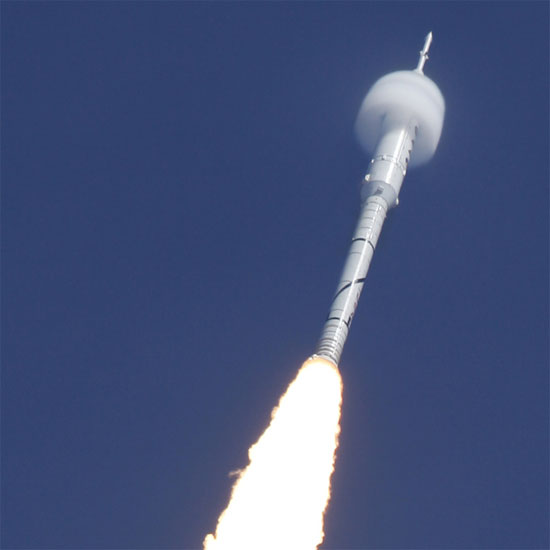
打ち上げられたアレスI-Xテストロケットのベイパーコーン（2009年10月28日）
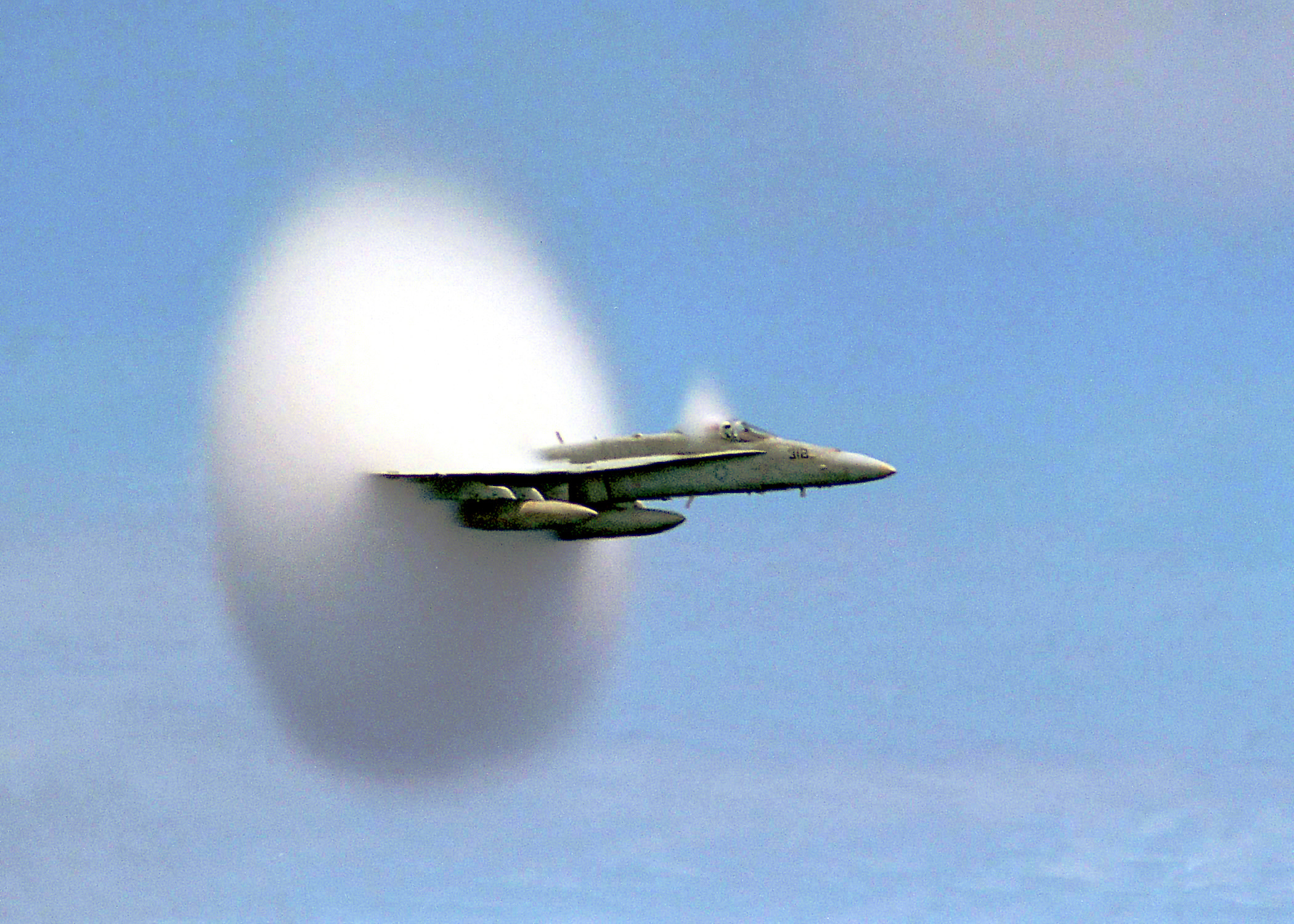
遷音速飛行中のF/A-18Fのベイパーコーン
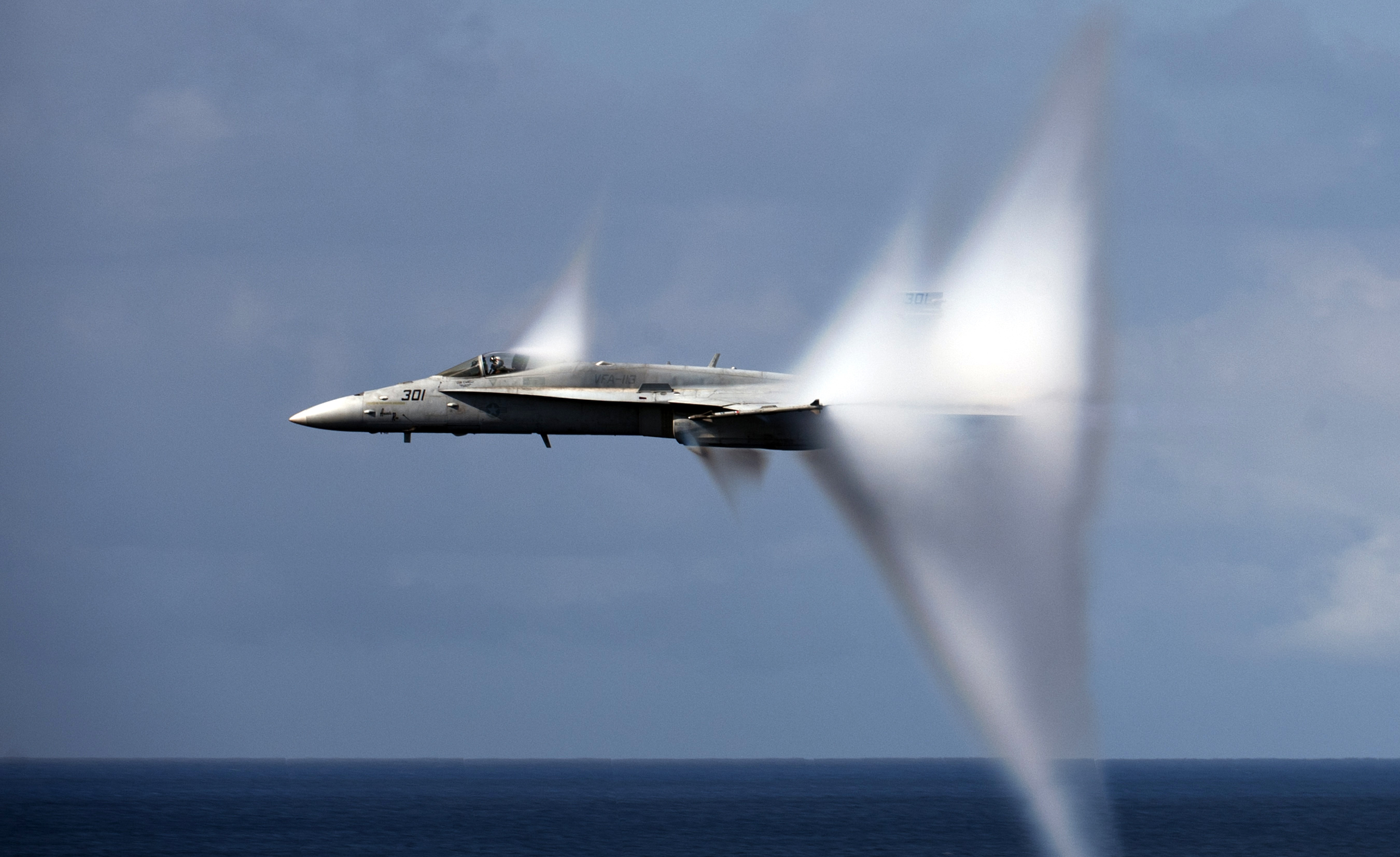
遷音速飛行中のF/A-18Cを凝縮コーンが取り囲む
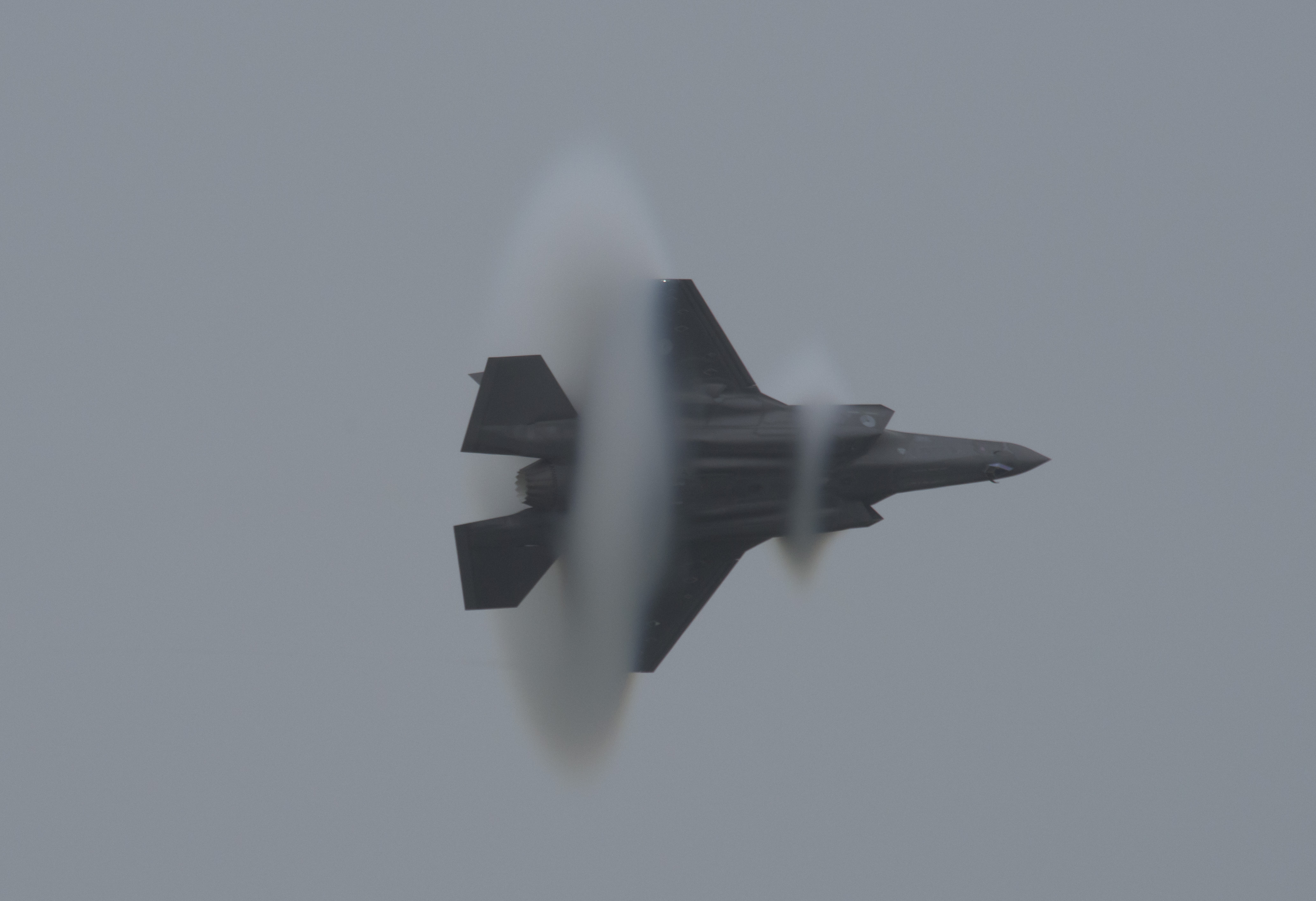
F-35 ライトニング IIのダブルベイパーコーン